# Ян Корнеліс Вермеєн
Ян Корнеліс Вермеєн також Jan Mayo або Barbalonga «Довгобородий»(нід. Jan Cornelisz. Vermeyen, бл. 1504, Бевервійк — 1559, Брюссель) — південнонідерландський художник XVI ст. Створював релігійні композиції, портрети, картони для майбутніх аррасів.

## Життєпис
Про ранні роки майбутнього художника збережено надто мало свідчень. За даними історіографа Карела ван Мандера народився в місті Бевервійк неподалік Гарлема у 1500 або 1504 рр. Первісну художню освіту здобув в майстерні Яна Госсарта. Учень виявився не гіршим за власного керівника і досить здібним, відкритим до нових віянь в мистецтві. Про це свідчить призначення молодика на посаду надвірного художника в резиденції Маргарити Австрійської (1480–1530) в місті Мехелен, намісниці імператора Максиміліана І і тітки майбутнього імператора Карла V. По смерті Маргарити Австрійської намісницею у Нідерландах була призначена Марія Угорська. Ян Корнеліс Вермеєн зберіг посаду надвірного художника і за Марії Угорської.
1535 року художник супроводжував вже імператора та той час Карла V, що здобував і поневолював Туніс у Північній Африці. Художник невпинно працював і замальовки у військовому поході стануть ескізам для деяких портретів (портрет короля Тунісу Муллая Хасана) та ескізами для майбутніх килимів-аррасів. Дванадцять ескізів художника потрапили до збірок в місті Відень.
Килими-арраси були виконані для Карла V та для намісниці у Нідерландах в період 1545–1548 рр. в майстернях міста Брюссель. Колекція була розпорошена і килими серії потрапили у Мадрид, у Відень (полац Шенбрунн), зберігаються у замку Кобург і в місті Лукка.
1536 року під час перебування в Італії і відвідин Рима Карлом V, художники, що супроводжували короля в поході на Туніс (Герман Постімус і Ян Корнеліс Вермеєн), були з ним і готували тріумфальні споруди для урочистостей в Римі. Ян Корнеліс Вермеєн міг використати перебування в Римі для знайомства з творами римських велетнів мистецтва, а серед них бачити і твори Мікеланджело Буонарроті.
Помер 1559 року в місті Брюссель.

## Вибрані твори
- « Портрет шляхетного папа», перша половина 16 ст., Бордо, Франція
- "Імператор Фердинанд І ", бл. 1530, Музей історії мистецтв, Відень
- « Св. Родина», до 1529, Державний музей (Амстердам)
- " Св Єронім ", до 1530, Лувр, Париж
- « Жан де Каронделе», бл. 1530, Бруклінський музей, Нью-Йорк
- " Весілля в Кані Галілейській ", до 1532, Музей Боннефантен, Маастріхт
- " Ебергард де ла Марк ", кардинал
- « Жером Тукер»
- « Св. Родина біля вогню», до 1533, Музей історії мистецтв, Відень
- « Христос воскрешає померлого Лазаря з донаторами» або «Триптих родини Мікалт», до 1559, Королівські музеї витончених мистецтв (Брюссель)

«Марія Угорська», Музей мистецтва Метрополітен
- «Невідома шляхетна пані з коштовним хутром», бл. 1545 р., Художній музей Волтерс

## Портрети роботи Вермеєна

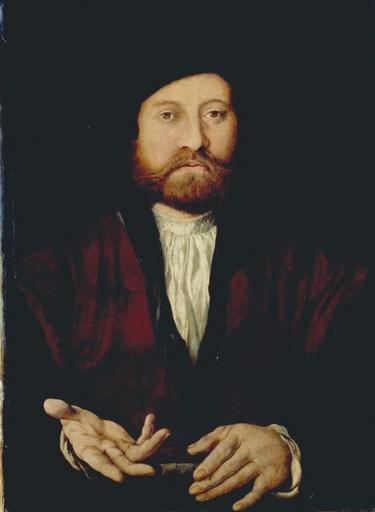
«Портрет шляхетного пана», Бордо, Франція
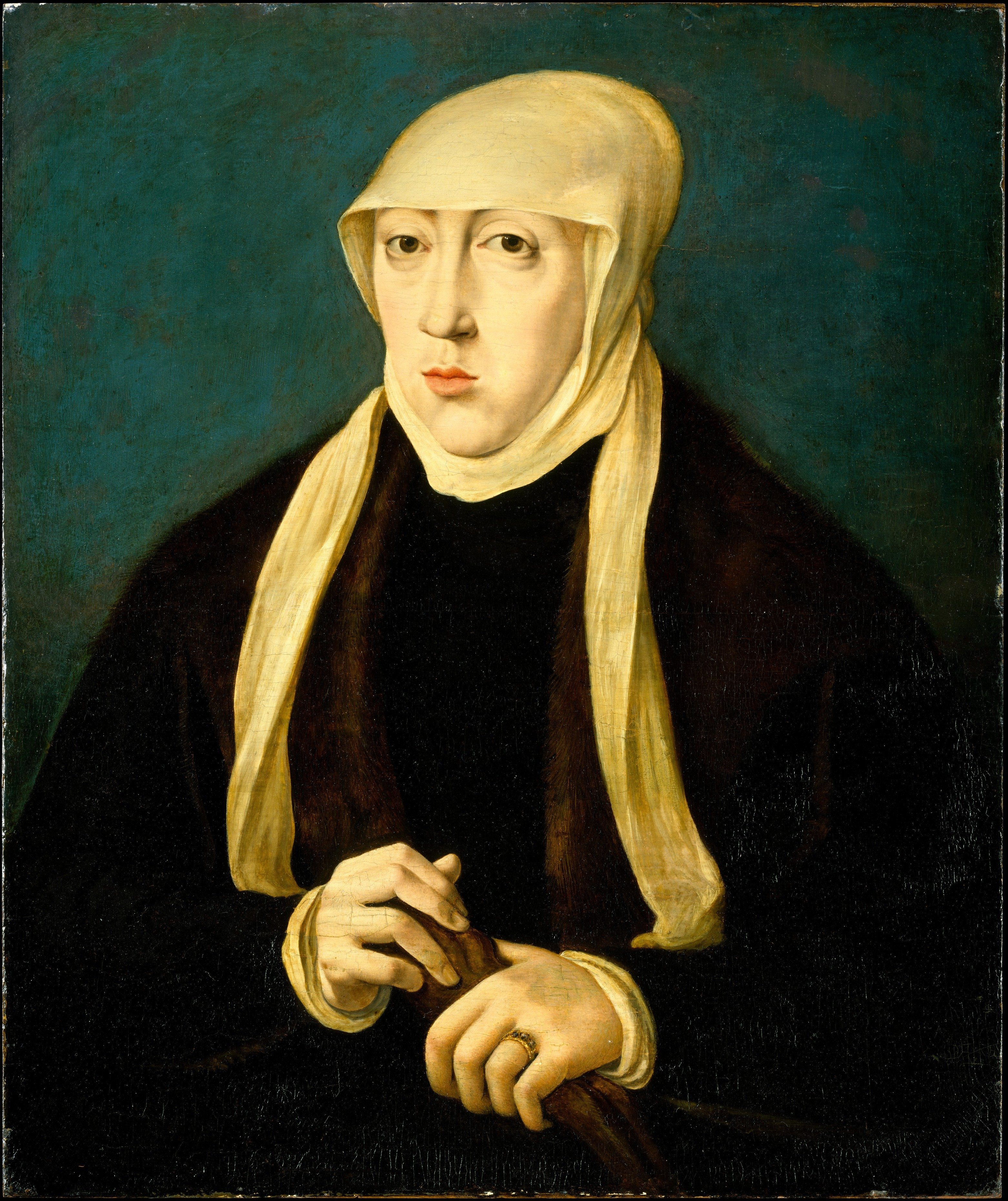
«Марія Угорська», Музей мистецтва Метрополітен
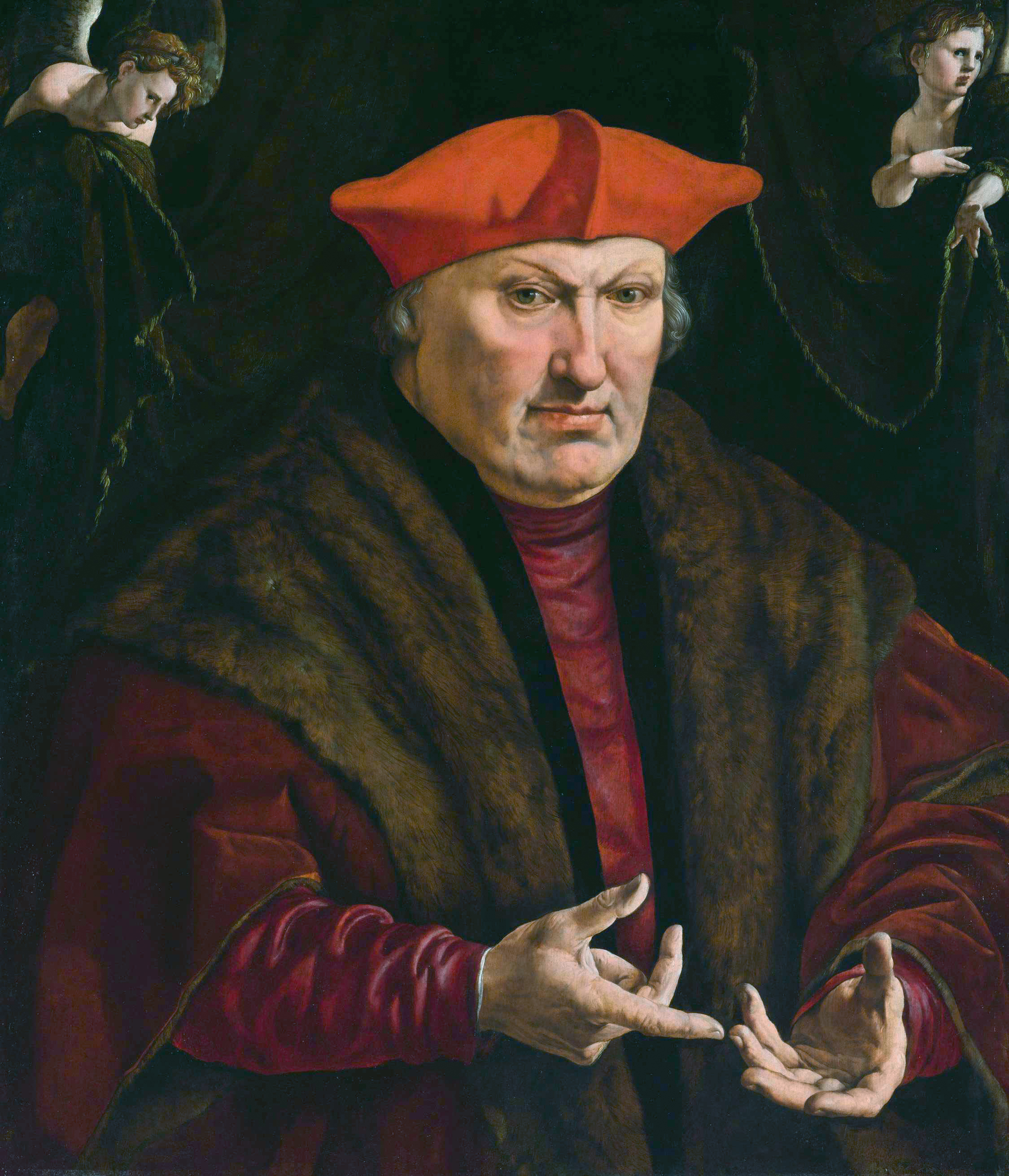
« Ебергард де ла Марк », кардинал, 1528 р.,  Музей Франса Галса
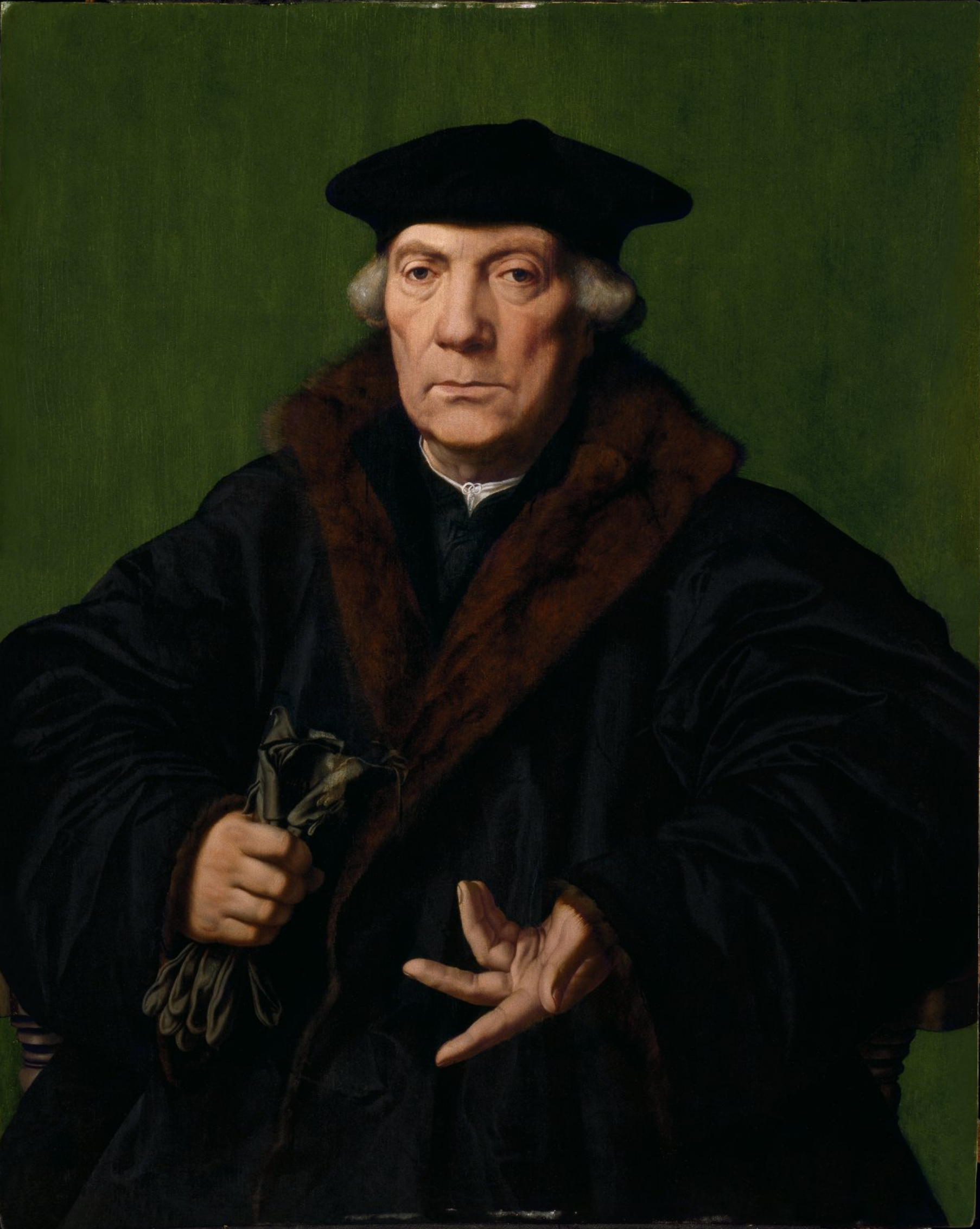
«Жан де Каронделе», до 1532 р., Бруклінський музей

## Релігійні композиції

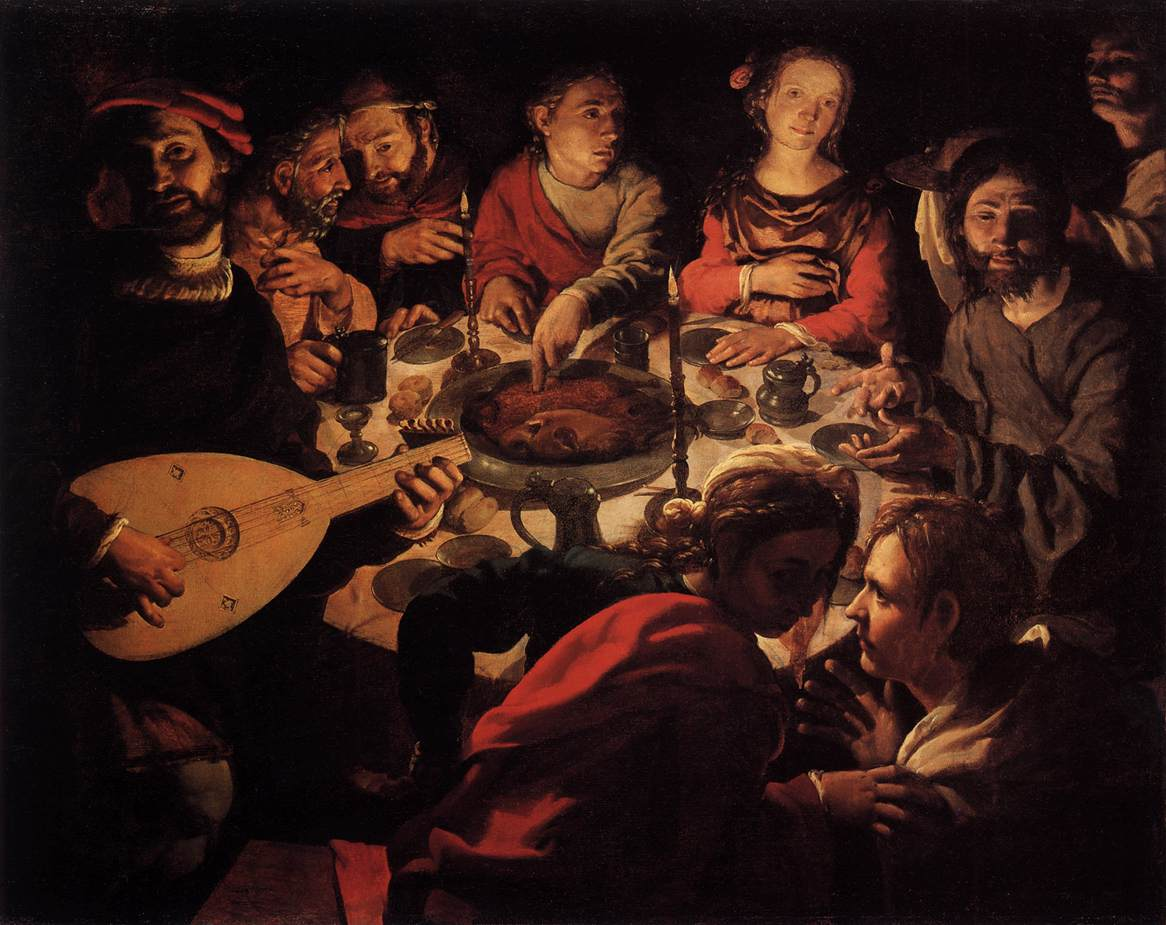
Ян Корнеліс Вермеєн. «Весілля в Кані Галілейській», бл. 1532 р., музей Боннефантен, Маастріхт.

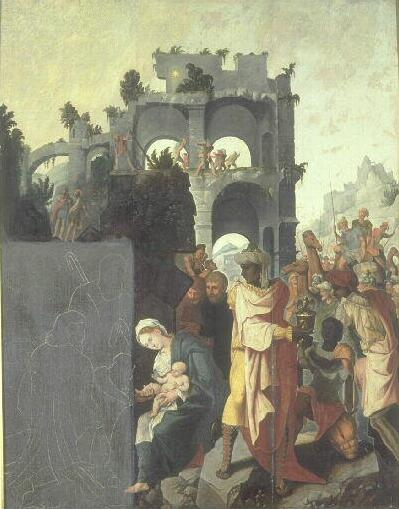
«Поклоніння волхвів з античною руїною», 1555 р., Музей красних мистецтв (Валансьєн)
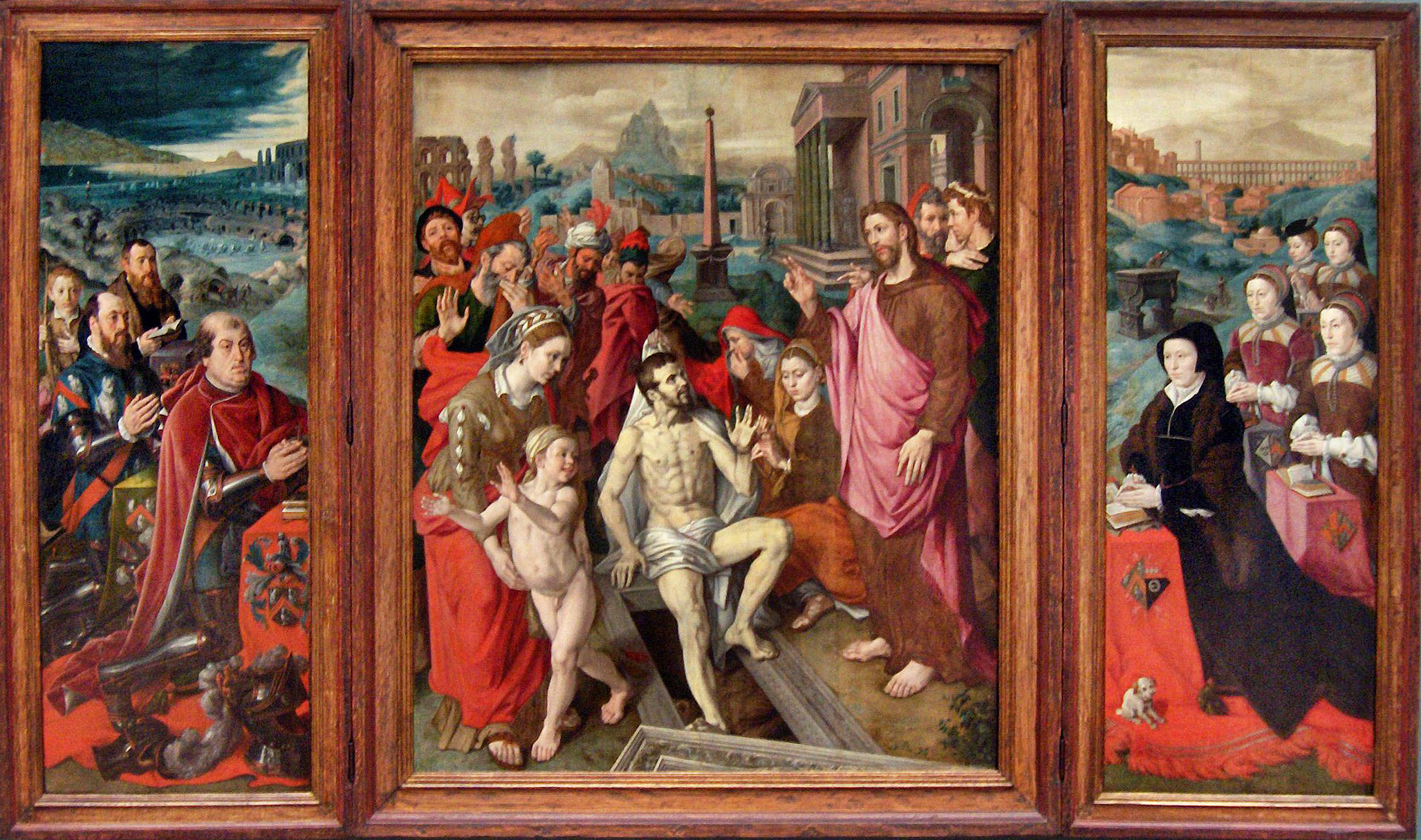
Христос воскрешає померлого Лазаря з донаторами» або «Триптих родини Мікалт», до 1559 р., Королівські музеї витончених мистецтв (Брюссель)